# سيف الدين فضل الله
سيف الدين فضل الله (مواليد 31 مارس 2003) هو لاعب كرة قدم قطري يلعب مع نادي الغرافة في دوري نجوم قطر كمدافع.